# Comuna Husnicioara, Mehedinți
Husnicioara este o comună în județul Mehedinți, Oltenia, România, formată din satele Alunișul, Bădițești, Borogea, Celnata, Dumbrăvița, Husnicioara (reședința), Marmanu, Oprănești, Peri, Priboiești și Selișteni.

## Demografie
Componența etnică a comunei Husnicioara
     Români (93,8%)
     Alte etnii (0%)
     Necunoscută (6,2%)
Componența confesională a comunei Husnicioara
     Ortodocși (93,52%)
     Alte religii (0%)
     Necunoscută (6,48%)
Conform recensământului efectuat în 2021, populația comunei Husnicioara se ridică la 1.064 de locuitori, în scădere față de recensământul anterior din 2011, când fuseseră înregistrați 1.393 de locuitori. Majoritatea locuitorilor sunt români (93,8%), iar pentru 6,2% nu se cunoaște apartenența etnică. Din punct de vedere confesional, majoritatea locuitorilor sunt ortodocși (93,52%), iar pentru 6,48% nu se cunoaște apartenența confesională.

## Politică și administrație
Comuna Husnicioara este administrată de un primar și un consiliu local compus din 9 consilieri. Primarul, Lidia-Antonia Trușcă[*], de la Partidul Național Liberal, este în funcție din 1 noiembrie 2024. Începând cu alegerile locale din 2024, consiliul local are următoarea componență pe partide politice:
|  | Partid                    | Consilieri | Componența Consiliului | Componența Consiliului | Componența Consiliului | Componența Consiliului | Componența Consiliului | Componența Consiliului |
|  | ------------------------- | ---------- | ---------------------- | ---------------------- | ---------------------- | ---------------------- | ---------------------- | ---------------------- |
|  | Partidul Național Liberal | 6          |                        |                        |                        |                        |                        |                        |
|  | Partidul Social Democrat  | 3          |                        |                        |                        |                        |                        |                        |